# Piaski (Mały Komorsk)
Piaski – nieoficjalna część wsi Mały Komorsk w Polsce położona w województwie kujawsko-pomorskim, w powiecie świeckim, w gminie Nowe.
Miejscowość wchodzi w skład sołectwa Mały Komorsk.
W latach 1975–1998 miejscowość należała administracyjnie do województwa bydgoskiego.